# جامعة لافال
جامعة لافال هي جامعة عامة في كندا، تأسست عام 1663. تقع في مدينة كيبك، وهي أقدم جامعة تعليم عالٍ في كندا وكذلك أقدم مؤسسة للتعليم العالي باللغة الفرنسية في قارة أمريكا الشمالية.

## إحصائيات
يبلغ عدد طلاب الجامعة 37800 طالب، منهم 8,689 طالب دراسات عليا.

## وصلات خارجية
- جامعة لافال على موقع الموسوعة البريطانية (الإنجليزية)
- الموقع الرسمي